# Maṅgala

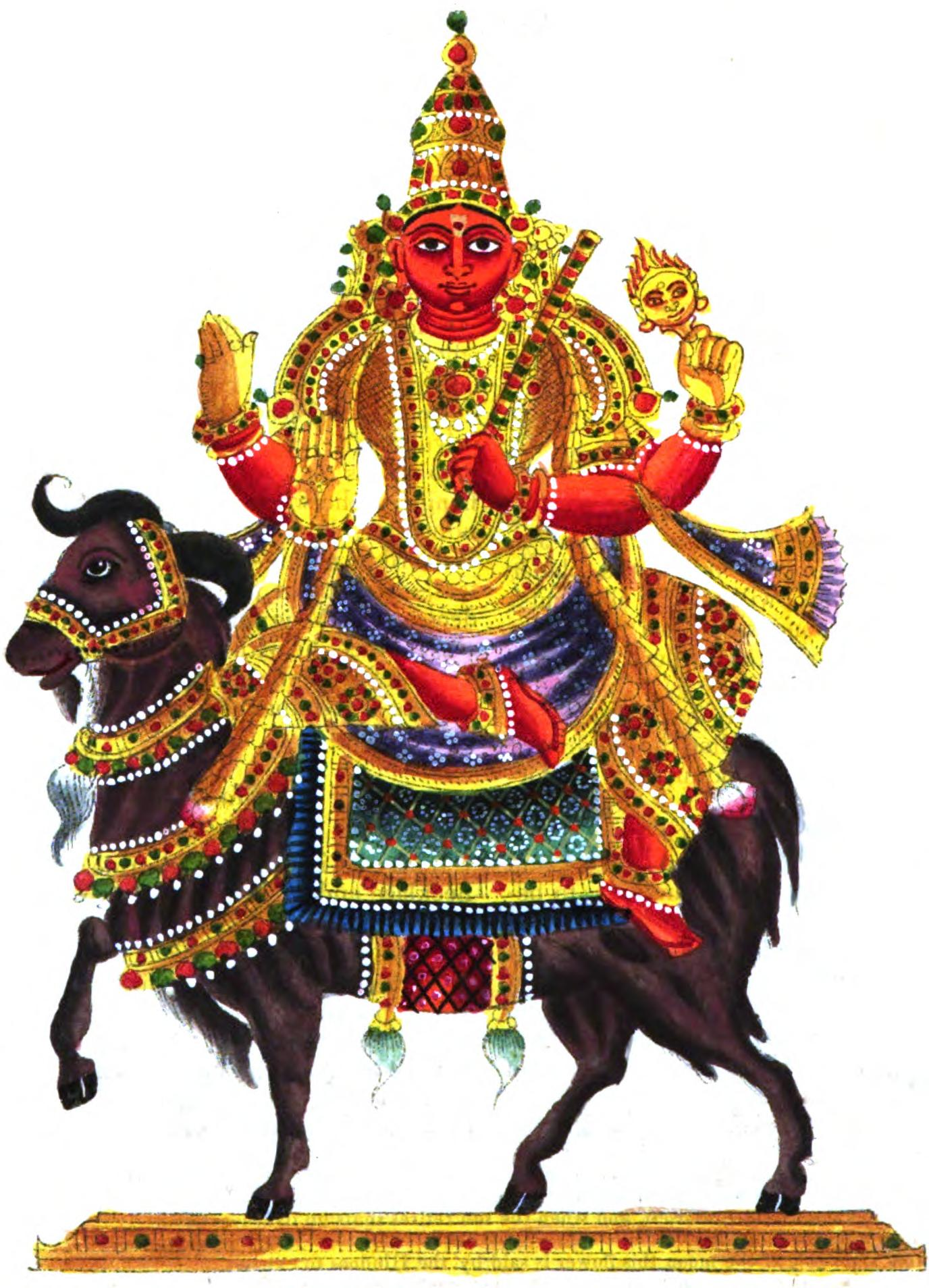
Raffigurazione di Maṅgala

Maṅgala (devanagari: मङ्गल, IAST: Maṅgala) è la personificazione del pianeta Marte nell'astrologia e nella religione induista. In questa veste è uno dei Navagraha ed è associato al giorno del martedì (Mangalavār)
È raffigurato di colore rosso, ed è anche chiamato Lohit (che in sanscrito significa "rosso"), con quattro braccia che portano rispettivamente un tridente, una mazza, un fiore di loto e una lancia, e cavalca un ariete.
È anche il dio dell'ira e del celibato, ed è talvolta identificato con Karttikeya. È detto essere figlio di Bhumi e di Visnù, nella sua forma di Varāha, o altre volte è indicato come nato dal sudore o dal sangue di Shiva.